# Dan Burn
Daniel Johnson Burn (sinh ngày 9 tháng 5 năm 1992) là một cầu thủ bóng đá chuyên nghiệp người Anh thi đấu ở vị trí hậu vệ cho câu lạc bộ Newcastle United tại Giải bóng đá Ngoại hạng Anh.

## Danh hiệu
Yeovil Town
- Vòng play-off EFL League One: 2013[4]

Wigan Athletic
- EFL League One: 2017–18[5]

Newcastle United
- EFL Cup: 2024–25;[6] á quân: 2022–23[7]

Cá nhân
- Đội hình PFA của năm: League One 2017–18 [8]